# Риббек, Отто
Иоганн Карл Отто Риббек (нем. Johann Carl Otto Ribbeck; 23 июля 1827, Эрфурт — 18 июля 1898, Лейпциг) — немецкий классический филолог.

## Биография
Иоганн Карл Отто Риббек родился в саксонском городе Эрфурте 27 июля 1827 года.
После окончания университета, был сначала учителем в средней школе в городе Эльберфельде. Затем, проработав некоторое время в профессорской должности в Базельском, Бернском, Кильском и Гейдельбергском университетах, он стал преемником своего коллеги и учителя, профессора Фридриха Ричля, на кафедре классической филологии в Лейпцигском университете, после того, как последний скончался (в 1877—1878 годах Риббек был ректором университета).
Отто Риббек написал несколько работ по поэтам и поэзии в Древнего Рима, среди которых такие монументальные труды, как «Geschichte der römischen Dichtung», «Die römische Tragodie im Zeitalter der Republik», «Scaenicae Romanorum Poesis Fragmenta».
Он проявил большой интерес к словарю «Thesaurus Linguae Latinae» и во многом благодаря его усилиям, правительство Саксонии выделило значительные субсидии на этот проект.
Член-корреспондент Императорской академии наук Российской Империи.
Иоганн Карл Отто Риббек скончался в Лейпциге, 18 июля 1898 года в возрасте семидесяти лет.